# Beaufortia incana
Beaufortia incana là một loài thực vật có hoa trong Họ Đào kim nương. Loài này được (Benth.) A.S.George mô tả khoa học đầu tiên năm 1972.